# Ванкуверский островной волк
Ванку́верский островно́й волк (лат. Canis lupus crassodon) — один из подвидов серого волка (Canis lupus). Эндемик острова Ванкувер. Окрас серый или чёрный. Эти животные ведут социальный образ жизни, проживают в стаях, насчитывающих от 5 до 35 особей. Основу питания составляют чернохвостые олени (Odocoileus columbianus) и олени Рузвельта (Cervus elaphus roosevelti).
Ванкуверские волки по своему характеру очень пугливые, редко встречаются с людьми. Находятся под угрозой вымирания. В национальном парке Пасифик-Рим они нападают на незащищённых домашних собак. В Ванкуверском зоопарке содержатся два ванкуверских островных волка, один из них белого, а другой серого цвета.